# Volin
Vsévolod Mijáilovich Eichenbaum, más conocido como Volin (Vorónezh, 11 de agosto de 1882 - París, 15 de septiembre de 1945) fue un anarcosindicalista ruso. Es el autor de La Revolución Desconocida. Hermano del eminente filólogo ruso Borís Eichenbaum, destacado representante del formalismo ruso.

## Biografía
Hijo de familia burguesa (sus padres eran médicos), motivo por el cual su formación académica y cultural fue muy elevada.
Sus padres le ofrecieron la oportunidad de estudiar en los mejores colegios, donde aprendió francés y alemán, idiomas que se entendían esenciales en la Rusia zarista para poder codearse con la aristocracia. Estudió inicialmente en un colegio de Vorónezh, para continuar con la secundaria, inscribiéndose luego en la Facultad de Derecho de San Petersburgo, que abandonó pronto atraído por el Partido Social Revolucionario dentro del cual participó en la revolución de 1905.

## Militancia política y encarcelamientos
Fue detenido, encarcelado y deportado a causa de sus actividades revolucionarias tras la Revolución de 1905. En 1907 escapó de prisión y se exilió en París, donde completó sus estudios y frecuentó los círculos revolucionarios. 
En Francia, Volin se acercó a posiciones anarcosindicalistas, y decidió abandonar el Partido Socialista Revolucionario en 1913. Desde 1913 y durante los primeros meses de la Primera Guerra Mundial participó en la Comisión Internacional para la Sección Antimilitarista, por lo que fue detenido por las autoridades francesas en 1915. A esas alturas estaba casado y tenía cuatro hijos. Permaneció en un campo de concentración desde donde habría de ser deportado, pero volvió a escapar con ayuda de algunos camaradas franceses y embarcó en Burdeos hacia los Estados Unidos. 
En ese país trabajó con la Federación de las Uniones Obreras Rusas, que contaba con más de diez mil afiliados. 
En la federación fue muy bien recibido, encargándose de editar su órgano de expresión, Golos Trudá, La Voz del Trabajo, y asiduamente era requerido para conferenciar a lo largo y ancho de Estados Unidos y Canadá, ya que ésta carecía de conferenciantes y propagandistas. Su colaboración fue muy eficaz, pues era un gran orador, como la prensa rusa la había señalado durante los acontecimientos de 1905. Su fácil elocución, el tono persuasivo de su palabra, la elegancia de su lenguaje imaginativo y colorista, el vigor y la elevación de su pensamiento, le atrajeron la adhesión de las masas, que se agolpaban para escucharle.

## Tras laRevolución de Octubre
Pero en 1917 abandonó el trabajo para volver a Petrogrado, en plena Revolución rusa. De vuelta en Rusia, comprobó la debilidad del movimiento anarquista, debido a la poca consideración que los ácratas le prestaban a la organización. Trató de solucionar la desunión, debida a la unión de anarquistas que vivían en Rusia y anarquistas que se exiliaron en tiempos del zar y volvían a ayudar a la revolución. 
En aquella época se realizó un arduo trabajo de unificación entre los anarquistas rusos que quedaron en Europa, cuya memoria seguía la orientación de Piotr Kropotkin, y los que habían residido en América, un trabajo de unificación que se concretó en la Unión de Propaganda Anarcosindicalista de Petrogrado. Esta decidió continuar la publicación del Golos Trudá (periódico anarquista), del cual Volin fue designado redactor. Tras la revolución de octubre, el periódico se hizo diario y se le añadió un comité de redacción, de orientación bolchevique. Dicho comité no fue del agrado de Volin, que después de la ruptura de las negociaciones de paz de Brest-Litovsk, abandonó el periódico.
Se marchó a Brobov, donde trabajó en el soviet de la ciudad y se reunió con su mujer y sus cuatro hijos, de vuelta de Francia. Se encargó de la educación popular, con la tarea de llevar a la población a la comprensión de los acontecimientos revolucionarios. Poco después pasó al diario Nabat (La Campana) de la región, y se unió a los organizadores de la Conferencia de Kursk, la que le encargó redactar las resoluciones adoptadas y elaborar una declaración que pudiese ser aceptada por todas las tendencias y matices del anarquismo y que permitiese a todos trabajar en una organización única. Así, Volin formuló su idea de la Síntesis Anarquista, en la que cabían sindicalismo, comunismo e individualismo, ya que él consideraba que esos eran los tres aspectos básicos del anarquismo. 
En otoño de 1918, Volin crea, junto con otros compañeros, la Federación Anarquista de Ucrania, conocida con el nombre de Nabat, organización que tuvo una gran capacidad de movilización debido a su elevado número de afiliados.

## Revolución Majnovista y represión bolchevique
En 1919, Volin decidió incorporarse al movimiento majnovista, en la sección de cultura y educación, para organizar reuniones, conferencias, charlas, consejos populares, ediciones de volantes y carteles y cuantas publicaciones eran reclamadas por los majnovistas. Ese mismo año, Volin fue elegido presidente del Consejo de Insurgentes, en el que trabajó intensamente durante seis meses. Su labor fue interrumpida cuando enfermó de tisis; debido a su inmovilidad fue fácilmente detenido el 14 de enero de 1920 y trasladado a Moscú a manos de la Cheka. 
Fue liberado en octubre de 1920, con motivo de la alianza firmada entre el Ejército Negro y el Ejército Rojo para combatir a las tropas del Barón de Wrangel, y por expreso deseo de Néstor Majnó.
Se trasladó a Járkov, donde, con la Confederación Nabat, preparó un Congreso anarquista para el 25 de diciembre. En la víspera, los bolcheviques detuvieron a Volin y a los anarquistas que habían militado con Majnó, por su pertenencia a grupos libertarios. Desde Járkov, Volin y el resto de prisioneros fueron transferidos a Moscú.
A partir de entonces estuvo encarcelado en la prisión de Butyrka y luego en la de Lefórtovo. En ambas prisiones todos conocieron las brutalidades de la Cheka, contra la que protestaron con una huelga de hambre que duró diez días y medio, y finalizó gracias a una intervención inesperada: convencidos por Emma Goldman, Alexander Berkman y Alexander Shapiro, los delegados del sindicalismo europeo asistentes a un Congreso del Profintern, obtuvieron la liberación de diez prisioneros, entre ellos Volin, bajo condición de destierro perpetuo y amenaza de muerte en caso de infringirlo. Todos pudieron viajar con sus familias en enero de 1922 repartiéndose en diferentes destinos: París, Berlín, Nueva York.

## Tras su salida de la cárcel
Volin se instaló en Berlín, junto con su familia, y fundó una revista con Arshínov llamada Anarjícheski Véstnik (El Heraldo Anarquista). Junto con otros exiliados rusos integró varios comités de ayuda a sus camaradas presos por el régimen bolchevique. Posteriormente se trasladó a París, donde también con Arshínov participó en la publicación Dielo Trudá (Causa Obrera), del Grupo de Anarquistas Rusos en el Extranjero. A raíz de la publicación de la controvertida Plataforma Organizativa de los Comunistas Libertarios en 1926, Volin rompió con Néstor Majnó y Piotr Arshínov. La agria disputa marcó una profunda división dentro del movimiento anarquista ruso en el exilio. En 1927 Volin fundó la Association des Fédéralistes Anarchistes, una organización sintetista, y luego de varios reacomodamientos de las organizaciones anarquistas francesas, en 1934 integró la redacción de Terre Libre, junto a Prudhommeaux. Desde allí tuvo posiciones críticas a la colaboración con el Frente Popular y a la participación de la CNT española en el gobierno republicano. Durante la invasión alemana en la Segunda Guerra Mundial, Volin tuvo que pasar a la clandestinidad y en condiciones de extrema necesidad se abocó a redactar su obra La Revolución desconocida. Murió de tuberculosis en 1945.